# Lacló del Nord
Il Lacló del Nord è un fiume di Timor Est (esso non ha nulla a che vedere con il quasi omonimo Lacló del Sud, che scorre nel distretto di Manufahi e sfocia nel Mar di Timor).
Insieme al Lóis è uno dei due unici fiumi della zona settentrionale di Timor Est che hanno acqua fluente tutto l'anno. Il suo bacino imbrifero è il più grande del Paese.
Nasce dallo Stagno di Baricute, a sud di Dili, scorre quindi in direzione nord-est attraverso il subdistretto di Laclo, dove raccoglie le acque di numerosi affluenti e raggiunge la costa settentrionale della penisola, ove sfocia nello stretto di Wetar, tra la Ponta de Subaio e la Baía de Lanessana, nel territorio di Manatuto, nell'omonimo distretto.